# Porfin
A porfin (IUPAC-nevén porfirin) sötétvörös kristályos vegyület. 360°C-on megolvadás nélkül elszenesedve bomlik. Nevét a színéről kapta: porphyreosz (πορφύρεος) görögül bíborszínűt jelent.

## Története
1936-ban Rothemund állította elő. Pirrolt és formaldehidet oldott metanol és piridin elegyében, majd az oldatot zárt kémcsőben hevítette. A keletkezett sötét gyantás elegy 0,1%-a a porfin.

## Szerkezete
A négy pirrolgyűrű négy metincsoporton keresztül kapcsolódik össze úgy, hogy az egész molekulára kiterjedő konjugált, aromás kettőskötés-rendszer alakul ki. A molekula planáris; ez is hozzájárul az aromás jelleghez.

## Származékok
A porfin középpontjában levő két nitrogénhez kapcsolódó hidrogénatom nélkül a molekula ligandumként viselkedik: fémionokkal szerves komplexeket képez.
- Fe2+-ionnal alkotott komplex származék a hem váza. A hem a vér vörös színét adja. A vas mind a négy nitrogénatomhoz kötődik, ezen kívül a hem síkjára merőlegesen a sík egyik oldalán globinhoz, a másik oldalon pedig oxigénhez. Ez utóbbi adja a hemoglobin oxigénszállító képességét.
- Mg2+-ionnal klorinvázat (a klorofill alapváza)
- Co2+-tal korrinvázat (a B12-vitamin alapvázát). Ez a váz négy helyett csak három metincsoportot tartalmaz.

## Fordítás
- Ez a szócikk részben vagy egészben  a   Porphin című angol Wikipédia-szócikk fordításán alapul.  Az eredeti cikk szerkesztőit annak laptörténete sorolja fel. Ez a jelzés csupán a megfogalmazás eredetét és a szerzői jogokat jelzi, nem szolgál a cikkben szereplő információk forrásmegjelöléseként.